# 梁仲
梁仲（1969年1月—），湖南宁乡人，中华人民共和国政治人物。

## 生平
1969年1月，梁仲出生在湖南省宁乡县（今宁乡市）。1986年，梁仲成为长沙民政学校（今长沙民政职业技术学院）民政专业中专学生，在校期间的1988年6月加入中国共产党，1988年7月毕业。
1988年7月毕业后，梁仲成为长沙第三机床电器厂的一名职员。1989年4月，梁仲成为长沙市民政局机要室的一名干部。期间他在北京社会函授大学工业企业经营管理学科学习和湖南经济管理干部学院企业管理学科学习。1992年9月，梁仲升任长沙市民政局基层政权建设科副科长；1995年10月再度升任优抚科科长。1995年11月，梁仲调任中共长沙市委组织部正科级组织员、副科长；1997年3月升任组织指导科科长，期间在湖南师范大学中共党史学科学习，取得法学硕士。2001年4月，梁仲调任中共浏阳市委常务委员、组织部部长，期间在中南大学商学院管理科学与工程学科取得管理学博士。2003年4月，梁仲出任中共浏阳市委副书记、纪委书记。2006年4月兼任浏阳市人民政府副市长、代市长。次年1月正式出任市长。2011年6月，梁仲调回长沙市，出任中共芙蓉区委书记。2016年7月，梁仲出任中共长沙市委副秘书长。同年9月调到常德市，出任中共常德市委常务委员、组织部部长。2021年8月，梁仲调入中共湖南省委，出任湖南省直机关工委副书记。